# Артилерійська бухта
Артилері́йська бухта (Артбу́хта, або Кади́-Ліма́н, крим. Qadı Liman) — бухта в центрі Севастополя. Зі сходу бухта обрамлена Корніловською набережною на якій розташований дельфінарій, із заходу — набережною Клокачова і мисом Кришталевим.
В бухті знаходиться поромний причал і пристань для катерів, що вирушають на Північну сторону і Радіогірку, а влітку — так само на міські пляжі. На її березі розташовано багато місць відпочинку, барів, кафе, на мисі Кришталевому облаштований пляж.

## Історія
Бухта була відома під назвою Кади-Ліман до анексії Кримського ханства росією. Топонім походить від слів qadı — каді, суддя, та liman — порт, гавань. Є думка, що колись бухтою володів окружний суддя, який мешкав у селі Кадикой.
На берегах бухти в 1783 році при заснуванні міста і порту Ахтіяр (з 1784 року — Севастополь) був влаштований склад для пороху та артилерійських снарядів. Згодом на лівому підвищеному березі бухти розмістився артилерійський діловий двір, де виготовляли і ремонтували різне устаткування, що належить до артилерійського озброєння флоту. Тому бухта і отримала таку назву (у XVIII столітті Артилерійську бухту називали ще Каді-Лиманом). Частина міста, розташована на лівому березі бухти, називалася Артилерійською слобідкою.
На початку 20 століття поруч з Артбухтою знаходились Татарська і Циганська слобідки. Вони входили у відання 4-ї поліційної дільниці. Тоді ж з раннього ранку в бухту припливали балаклавські рибаки зі свіжим уловом. Він реалізувався на міському базарі, що примикав до бухти з лотків рибацького ряду. Одна з вулиць, що з'єднувала севастопольський базар в Артбухті з проспектом Нахімова, називалась Рибною (сучасна Айвазовського).
Раніше Артилерійську бухту продовжувала однойменна балка, по схилу якої проходила Одеська вулиця. Цю балку називали також Міським, Центральним, або Одеським яром. До 1958 року яр був засипаний.